# Elton Dean
Elton Dean (28. října 1945 Nottingham – 7. února 2006 Londýn) byl britský saxofonista. V letech 1966–1967 působil ve skupině Long John Baldryho nazvané Bluesology a v letech 1968–1970 působil v sextetu Keitha Tippetta. V letech 1969–1972 hrál ve skupině Soft Machine a ke konci svého života hrál spolu s několika dalšími dřívějšími členy této skupiny v kapele Soft Machine Legacy.
Ve skupině Bluesology hrál i klávesista Reg Dwigh, který se později proslavil jako Elton John a své jméno si vzal právě podle Deana a Baldryho.